# Jacob Hein
Jacob Hein (* um 1580 in Fritzlar; † nach 1625 ebenda) war ein deutscher Organist, Orgelbauer und Schulmeister, der in der nordhessischen Stadt Fritzlar lebte.
Er stammte offenbar aus einer ortsansässigen Familie und hatte dort Haus, Werkstatt und Familie. Sein Schwiegervater war Christian Busse (ca. 1560–ca. 1609), der im Kloster Hardehausen und dann ab 1588 in der Stiftskirche St. Peter in Fritzlar Organist und Schulmeister war und der 1606/07 in der Stadtkirche St. Georg in Schmalkalden eine kleine Orgel baute. Im Hauptberuf war Hein wie zuvor sein Schwiegervater Organist und Schulmeister an der Fritzlarer Stiftskirche. Dies verpflichtete ihn zu nahezu permanenter Anwesenheit vor Ort und erklärt die relativ geringe Zahl von ihm erbauter Orgeln.
Der Prospekt der ehemaligen Orgel der Minoritenkirche in Fritzlar von 1630, der 1827 in die Fritzlarer Fraumünsterkirche versetzt wurde, scheint das einzige erhaltene Werk Heins zu sein. Er schuf die Orgel in der Evangelischen Stadtkirche in Nieder-Wildungen, die dann 1647 von Georg Henrich Wagner umgebaut wurde. Sonst sind von ihm lediglich die Restauration der Orgel in Neuenheerse (1613–1615), die Restauration einer Orgel in Paderborn (1621) und der Neubau einer Orgel im waldeckschen Landau (1625) bekannt.